# Приютівка
Прию́тівка (первісна назва — Ружманка) — селище в Україні, у Приютівській селищній громаді Олександрійського району, Кіровоградська область. Є адмінцентром Приютівської об'єднаної територіальної громади, до якої увійшли Войнівська, Протопопівська, Костянтинівська, Головківська, Ізмайлівська сільські ради.

## Походження назви
Перша назва населеного пункту — Ружманка, походить від прізвища місцевого землевласника поміщика Ружмана. Іноді називають її Вараждін. Походження першого топоніма Ружманка антропологічне. Топонім Вараждін, іноді Ворождін, швидше за все, з'явився як пряма асоціація з найближчим населеним пунктом Протопопівка, колишнім новосербським шанцем Вараждін.
Назва Приютівка виникла як запозичення з російської мови: "Ойконім виник за допомогою суф. - івк в релят. функції від запозиченого з рос. мови приют «притулок; доброчинний заклад для одиноких і незаможних»

## Історія

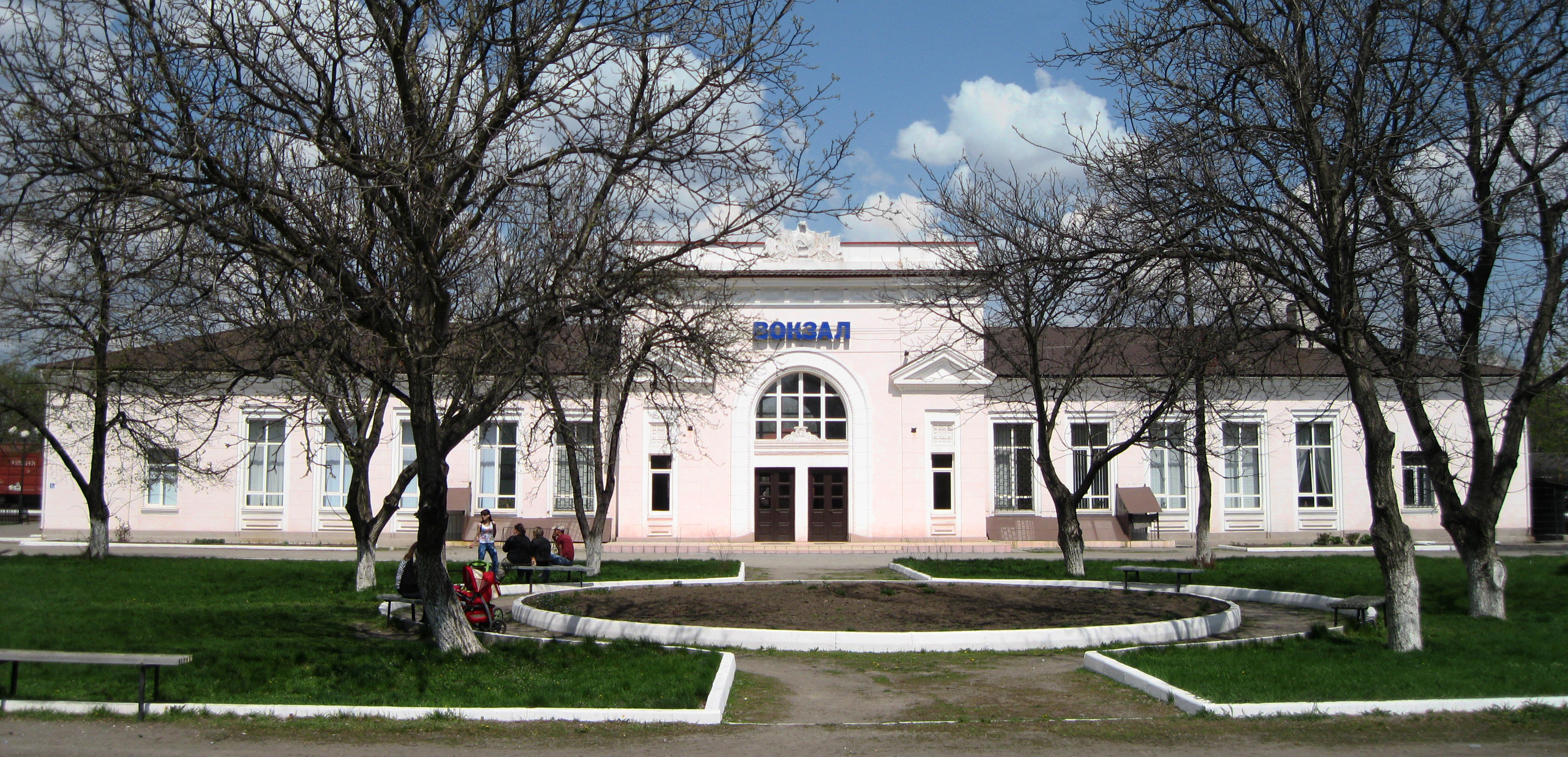
Вокзал станції Користівка

На території нинішньої Приютівки в другій половині XVIII століття розташовувалася тринадцята рота пандурського полку поселення Нової Сербії. Пізніше пандурський полк був переформований та увійшов до складу новоствореного в 1760 р. Жовтого гусарського полку.
У 1764 р. Нова Сербія була скасована, а її території відійшли до Новоросійської губернії. Новоросійська губернія, в свою чергу, 1783 року увійшла до складу Катеринославського намісництва. У 1784 році в складі Катеринославського намісництва був утворений Олександрійський повіт, до складу якого входила територія нинішньої Приютівки. У 1796 році повіт скасовано. Відновлено в 1806 році у складі Херсонської губернії.
У складі Херсонської губернії Приютівка належала до Бандурівської волості. У 1920 Олександрійський повіт віднесено до Кременчуцької губернії. Його було скасовано 1922 року. З 1922 р. Кременчуцька губернія переформована в Кременчуцький повіт. А з 1923 р. Кременчуцький повіт переформований в Кременчуцький округ, до складу якого входила Олександрія з Приютівкою.

ВАТ Користівське ХПП

На думку краєзнавця Н. Жахалової, нинішня Приютівка, як поселення, заснована в 1831 року переселенцями з Войнівки. Спочатку село належало вдові капітана у відставці Марії Дмитрівні Ружман, а в другій половині XIX століття — Ульяні Дмитрівні Канівальській (вдові колишнього власника Войнівки).
Приютівка набула розвитку під час прокладання залізниці Єлисаветград — Крюківка-на-Дніпрі (нині Кременчук), під час якого 1869 року була збудована станція Користівка.
Село отримало статус смт 1974 року.
До 2015 року в смт Приютівка був пам'ятник комуністичному діячу, Аркадієві Гайдару, який демонтували відповідно до закону про декомунізацію.

## Населення

### Мова
Розподіл населення за рідною мовою за даними перепису 2001 року:
| Мова       | Відсоток |
| ---------- | -------- |
| українська | 94,94 %  |
| російська  | 4,62 %   |
| білоруська | 0,22 %   |
| угорська   | 0,13 %   |
| молдавська | 0,09 %   |

## Освіта
Працюють дві школи — Цукрозаводський НВК І-ІІІ ступенів, Користівська ЗОШ І-ІІІ ступенів (до серпня 2016 — ім. А. П. Гайдара), та заклад професійної (професійно-технічної) освіти — Олександрійський професійний аграрний ліцей.

## Економіка
На території селища діє ТОВ Олександрійський цукровий завод. Діє два елеватори.
Велике значення має вузлова станція Користівка.

Селищна рада
Користівська школа
Протестантська церква, ЦХВЄУ
Недобудована православна церква УПЦ МП

## Відомі люди
- Танковський Євген Анатолійович (1979—2014) — старший лейтенант Збройних сил України, учасник АТО.
- Хрієнко Денис Іванович (1986—2016) — солдат ЗСУ, учасник російсько-української війни.
- Чалапко Іван Архипович (1932 — після 1997) — український педагог, заслужений вчитель, відмінник народної освіти України.